# 김담민
김담민(1995년 2월 6일 ~)은 대한민국의 스피드 스케이팅선수이고. 가족으로는 오빠한명이 있고 남자 쇼트트랙 선수인 김철민이다

## 학력
- 석수초등학교 졸업
- 부림중학교 졸업
- 부흥고등학교 졸업
- 한국체육대학교 체육학과 학사

## 선수 참가 및 성적
- 2008년 제88회 전국동계체육대회 3000m 1위

## 같이 보기
- 노진규
- 김철민
- 김보름
- 조해리
- 공상정